# رؤوف بن يغلان
رؤوف بن يغلان هو ممثل وكاتب مسرحي ومخرج مواليد عام 1950 في تونس، تحصل سنة 1973 على دبلوم الفن الدرامي ودرس علم الاجتماع في باريس، كما مارس العمل المسرحي في فرنسا.

## الحياة الشخصية
تزوج بعمر 52 سنة من صحفية وله منها بنتان أحدهما اسمها آية.

## أعماله

### مسرحيات
- مثلا، 1995 - 1999
- نعبّر و إلاّ ما نعبّرش، 2005 - 2008
- حارق يتمنّى، 2010 - 2014
- إرهابي غير ربع، 2017

### مسلسلات
- قنطرة، القناة الثانية الفرنسية، 1989
- ضمير مستتر، الإذاعة والتلفزة التونسية، 1994
- حار وحلو، الإذاعة والتلفزة التونسية، 1997

### البرامج التلفزية
- مش ممنوع 2، الوطنية 1، 2019 (ضيف)
- وحش الشاشة، التاسعة، الموسم 3، الحلقة 10، 2020 (ضيف)

## روابط خارجية
- رؤوف بن يغلان على موقع IMDb (الإنجليزية)
- رؤوف بن يغلان على موقع ألو سيني (الفرنسية)
- رؤوف بن يغلان على موقع قاعدة بيانات الفيلم (الإنجليزية)